# North Somerset
North Somerset (littéralement, le « Somerset-du-Nord » ou le « Somerset-Septentrional ») est un district unitaire du Somerset, dans le sud-ouest de l'Angleterre. Alors que son territoire couvre une partie du comté cérémoniel du Somerset, il est administré indépendamment du comté non métropolitain. Son siège administratif est à la mairie de Weston-super-Mare.
North Somerset, qui est rebaptisé du district de Woodspring en 1996, borde la ville et le comté de Bristol et les zones unitaires de Bath et North East Somerset and Somerset Council. La zone comprend les circonscriptions parlementaires de Weston-super-Mare et North Somerset.

## Histoire
Entre le 1er avril 1974 et le 31 mars 1996, cette zone est le district de Woodspring du comté d'Avon (du nom du prieuré de Woodspring, une église médiévale isolée près de la côte juste au nord-est de Weston-super-Mare). Le district de Woodspring est formé à partir des arrondissements municipaux de Weston-super-Mare, des districts urbains de Clevedon et de Portishead, du district rural de Long Ashton et d'une partie du district rural d'Axbridge.
Bien que le gouvernement ait proposé que la nouvelle zone unitaire soit connue sous le nom de "North West Somerset" à partir du 1er avril 1996, le conseil vote à la place pour adopter le nom "North Somerset" et donc le nom "North West Somerset" n'a jamais été largement utilisé. Il restait un doute juridique quant à savoir si le conseil avait valablement changé le nom en " North Somerset ", mais en 2005, le conseil a adopté une résolution pour mettre la question hors de doute.